# Sud Ouest
Sud Ouest è un quotidiano regionale francese fondato a Bordeaux nel 1944. È il secondo quotidiano francese più diffuso dopo Ouest-France. Conta sedici redazioni distribuite in sette dipartimenti della regione della Nuova Aquitania (Charente, Charente Marittima, Dordogne, Gironda, Landes, Lot e Garonna e Pirenei Atlantici).
Appartiene al Groupe Sud Ouest.

## Storia e profilo
Venne fondato a Bordeaux il 29 agosto 1944 da Jacques Lemoîne, e succedette allo storico quotidiano del Sud-Ovest La Petite Gironde, stampato sin dal 1872.

## Le redazioni
- Bordeaux
- Libourne
- Arcachon
- Cognac
- La Rochelle
- Royan
- Saintes
- Périgueux
- Mont-de-Marsan
- Dax
- Agen
- Pau
- Bayonne
- Biarritz